# Jürgen von Schilling

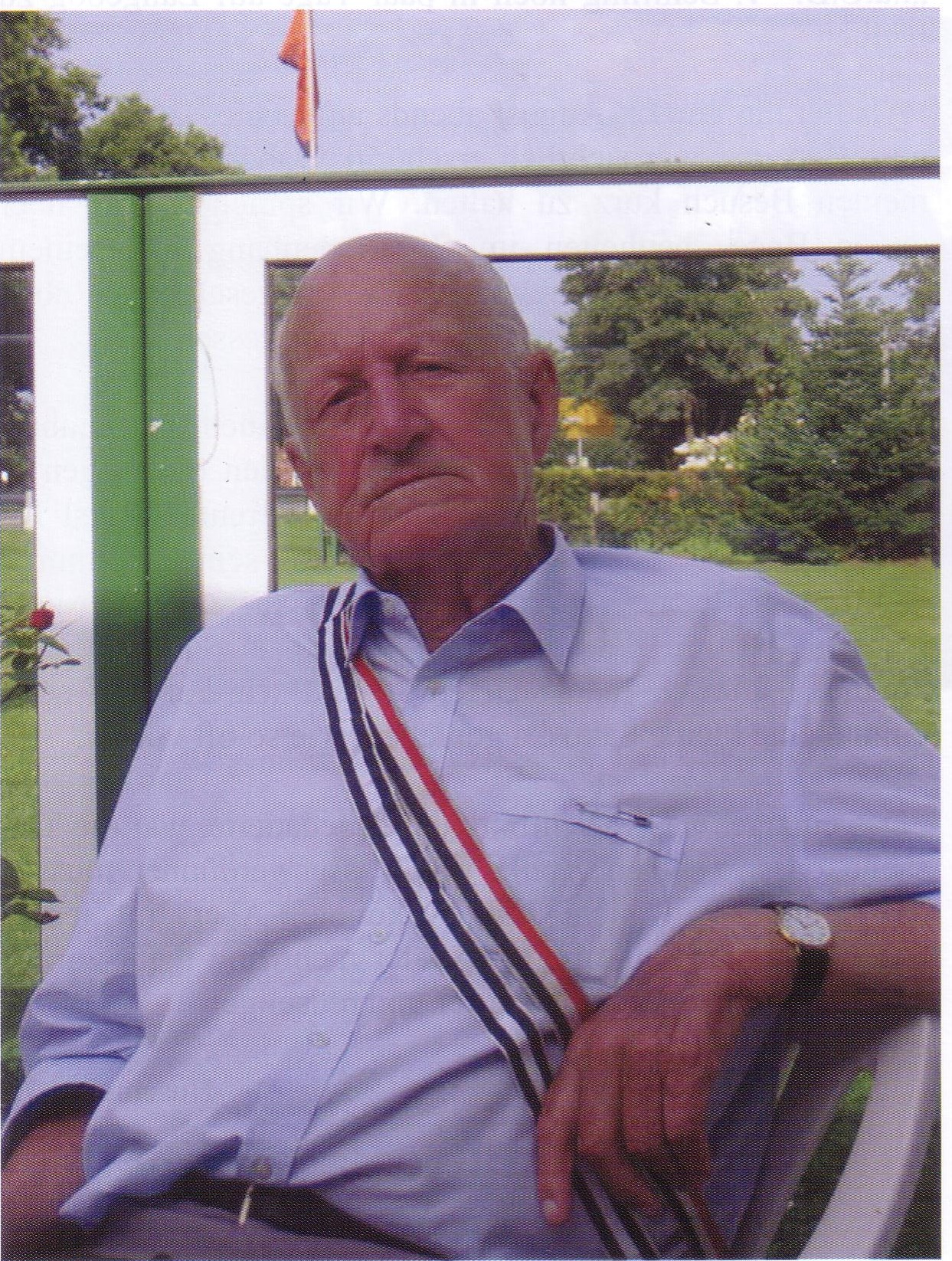
Baron Schilling in Wittmund (2007)

Jürgen Baron von Schilling (* 9. August 1909 in Riga; † 17. August 2008 auf Langeoog) war ein deutsch-baltischer Arzt.

## Leben
Der Vater Hermann von Schilling kam als deutsch-baltischer Flüchtling  nach Langeoog, wo dieser 1946 im baltischen Altenheim verstarb. Ein weiterer Vorfahre war Carl Gebhard von Schilling (1719–1779), der im Kaiserreich Russland zuletzt als Generalmajor gedient hatte.
Baron Schilling besuchte das Realgymnasium Lichterfelde, an dem er 1929 das Abitur ablegte. Er studierte an der Eberhard-Karls-Universität Tübingen und der Schlesischen Friedrich-Wilhelms-Universität Medizin. Er wurde Mitglied des Corps Borussia Tübingen (1929) und des Corps Marcomannia Breslau (1930). Als Inaktiver wechselte er an die Friedrich-Wilhelms-Universität Berlin. Dort wurde er 1937 zum Dr. med. promoviert. Im selben Jahre trat er als Sanitätsoffizier in die Kriegsmarine. Er nahm als  Schiffsarzt auf dem Panzerschiff Deutschland am Spanischen Bürgerkrieg teil. Im Zweiten Weltkrieg war er zeitweise Chefarzt des Lazarettschiffs Rügen, mit dem über Schweden verwundete Kriegsgefangene ausgetauscht wurden. Er bekam dadurch Kontakt zum Internationalen Komitee des  Roten Kreuzes, das nach dem Krieg auf seine Anregung hin etwa 200 Wilhelmshavener Kinder zur Erholung an Schweizer Gastfamilien vermittelte. Als praktischer Arzt und  Geburtshelfer ließ er sich 1946 in Wilhelmshaven nieder.
1960 begann Schilling mit Baumpflanzungen auf dem Dünenfriedhof Langeoog, wo neben anderen baltischen Flüchtlingen auch sein Vater beigesetzt worden war. Im Ruhestand verstärkte er noch seine Arbeiten und sorgte u. a. für ein würdiges Umfeld des Friedhofs russischer Gefangener am nördlichen Rand des Dünenfriedhofs. 1980 wurde ihm die Ehrenbürgerschaft verliehen.  Er wirkte auch am Bau der pazifistisch wirkenden Friedhofskapelle mit.
Er war mit Margot geb. Urban (1910–1988) verheiratet. Das Ehepaar hatte zwei Töchter. Kurz nach seinem 99. Geburtstag verstorben, wurde v. Schilling auf dem Dünenfriedhof Langeoog bestattet. Der zum Friedhof führende Weg heißt ihm zu Ehren Baron-von-Schilling-Weg. Auf dem Friedhof befinden sich mehrere Gedenktafeln.

## Ehrungen
- Spanienkreuz in Silber (1937)

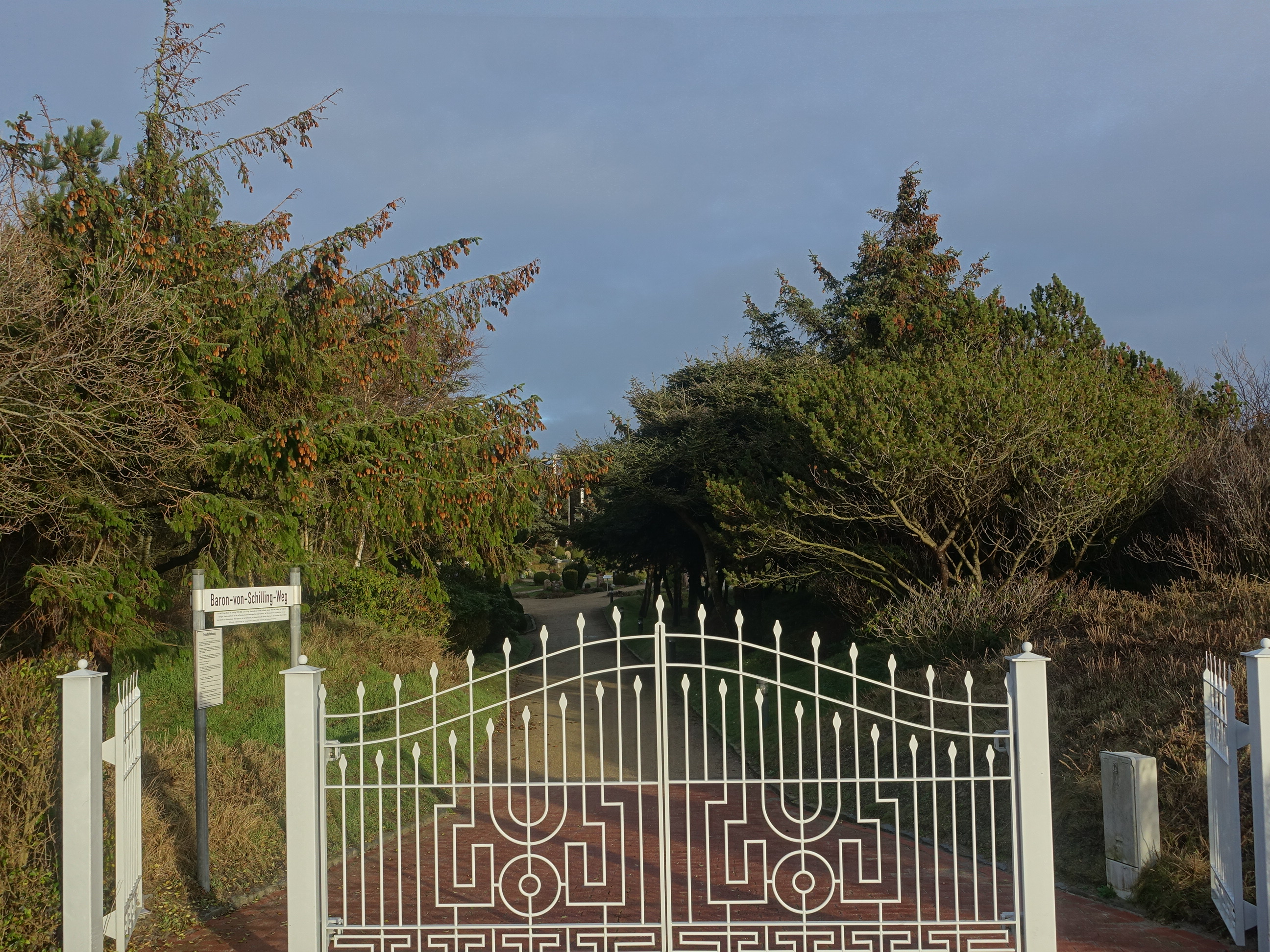
Labiau-Tor und Baron-von-Schilling-Weg

- Kriegsverdienstkreuz (1939) I. Klasse
- Ehrenbürger von Langeoog (1980)
- Ehrenmitglied von Borussia Tübingen (1994)
- Ehrencorpsbursche von Marcomannia Breslau (1994)
- Verdienstorden der Bundesrepublik Deutschland, Verdienstkreuz am Bande (2003)